# Виља Уреа (Чапала)
Виља Уреа (шп. Villa Urrea) насеље је у Мексику у савезној држави Халиско у општини Чапала. Насеље се налази на надморској висини од 1530 м.

## Становништво
Према подацима из 2005. године у насељу је живело 7 становника.

### Хронологија
| Година       | 2000        | 2005 |
| ------------ | ----------- | ---- |
| Становништво | 14 (10 / 4) | 7    |

### Попис
| # | Индикатор                        | Вредност |
| - | -------------------------------- | -------- |
| 1 | Укупно појединачних домаћинстава | 2        |